# Gołdap (See)

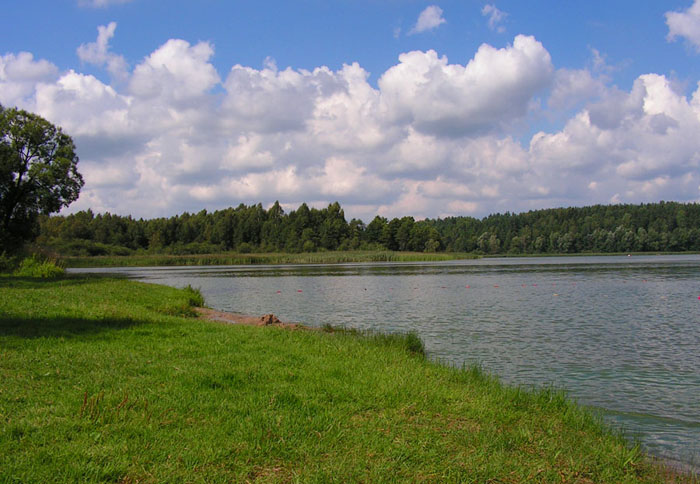
Südufer

Der Gołdap (deutsch Goldaper See) liegt im Südwesten der Rominter Heide an der Grenze Polens zu Russland. Der nördliche Teil des Sees liegt in Russland und trägt den Namen Osero Krasnoje (russisch: Озеро Красное) oder Roter See.
Der See hat eine Fläche von 149 Hektar, liegt auf einer Höhe von 150 m über dem Meeresspiegel und die maximale Tiefe beträgt 10,9 m, bei einer durchschnittlichen Tiefe von 5,6 m. Das Volumen des Sees wird auf 8,3453 Millionen m³ geschätzt. Die maximale Länge beträgt 2930 m, die Breite bis zu 880 m; die Peripherie beträgt 7600 m.